# Jede Frau braucht einen Engel
Jede Frau braucht einen Engel, auch bekannt als Engel sind überall (Originaltitel: The Bishop’s Wife), ist ein US-amerikanischer Liebesfilm mit Cary Grant und Loretta Young aus dem Jahr 1947. Als literarische Vorlage diente ein Roman von Robert Nathan.

## Handlung
Der junge Bischof Henry Brougham versucht bereits seit längerem, mithilfe wohlhabender Spender eine neue Kathedrale errichten zu lassen, was ihm mehr schlecht als recht gelingt. Der überarbeitete Henry vernachlässigt dabei nicht nur seine Gemeinde, sondern auch seine unglückliche Ehefrau Julia. Kurz vor Weihnachten bittet er um Gottes Beistand, um die nötigen Geldmittel für den Bau der Kathedrale doch noch auftreiben zu können. Kurz darauf erscheint in seinem Büro ein Engel in Gestalt eines gutaussehenden Mannes namens Dudley. Doch dieser wurde nicht vom Himmel geschickt, um Henry bei der Finanzierung seines Bauprojekts zu helfen, sondern um ihm und seiner Gemeinde beizustehen. 
Dudley begeistert umgehend das Umfeld des Bischofs, von dessen Tochter Debby bis zu den Hausangestellten. Selbst der menschenscheue Geschichtsprofessor Wutheridge findet den mysteriösen Neuankömmling sympathisch und lässt sich von ihm dazu inspirieren, an einem aufwändigen Geschichtswerk zu arbeiten. Auch Julia ist vom charmanten Dudley, der ihr als neuer Assistent des Bischofs vorgestellt wird, sofort angetan. Dudley versucht, sich um die vernachlässigte Julia zu kümmern, und unternimmt gemeinsame Ausflüge mit ihr. Während ihrer gemeinsamen Momente fühlt sich der Engel überraschenderweise zu ihr hingezogen, was auch dem misstrauischen Henry nicht entgeht.
Zu Henrys Verdruss bringt Dudley die wohlhabende Witwe Mrs. Hamilton dazu, ihr Geld nicht der Kathedrale, sondern den Bedürftigen der Stadt zu spenden. Zudem ändert er heimlich Henrys Weihnachtsrede und rettet eine alte Kirche vor dem Abriss, indem er bei den Leuten neues Interesse für den vor seinem Eingreifen mittelmäßigen Knabenchor weckt. Aus Eifersucht kann es der Bischof kaum erwarten, dass Dudley wieder verschwindet. Professor Wutheridge erklärt Henry jedoch, dass er den Vorteil habe, im Gegensatz zu Dudley, dafür aber wie Julia ein Mensch zu sein. Als Dudley feststellt, dass Julia immer noch das Wichtigste in Henrys Leben ist, betrachtet er seine Mission als erfüllt und verlässt den Schauplatz des Geschehens. Damit erlischt auch jede Erinnerung der Beteiligten an Dudley, der zu seinem nächsten Auftrag weiterzieht. Am Weihnachtsabend liest Henry Dudleys Predigt vor der versammelten Gemeinde.

## Hintergrund
Jede Frau braucht einen Engel wurde am 9. Dezember 1947 in New Yorks Radio City Music Hall uraufgeführt, kam aber erst am 16. Februar 1948 in die US-amerikanischen Kinos. In Deutschland wurde der Film erstmals am 20. Mai 1952 im Kino veröffentlicht. Am 24. Dezember 1974 wurde er vom ZDF erstmals im deutschen Fernsehen ausgestrahlt.
1996 entstand ein Remake mit Whitney Houston und Denzel Washington unter dem Titel Rendezvous mit einem Engel.

## Kritiken
„Mit Charme gespielte, menschliche und sympathische Komödie“, befand das Lexikon des internationalen Films. Ein ähnliches Fazit zog auch Cinema: „Charmant gespielt und gefühlvoll inszeniert.“

## Auszeichnungen
Der Film war bei der Oscarverleihung 1948 in den Kategorien Bester Film, Beste Regie, Bester Schnitt, Beste Filmmusik und Bester Ton für den Oscar nominiert. Lediglich beim Ton konnte sich der Film gegen die Konkurrenz durchsetzen.

## Deutsche Fassung
Eine deutsche Synchronfassung entstand 1974 in Berlin für das Fernsehen.
| Rolle                       | Darsteller       | Synchronsprecher       |
| --------------------------- | ---------------- | ---------------------- |
| Dudley                      | Cary Grant       | Gert Günther Hoffmann  |
| Julia Brougham              | Loretta Young    | Almut Eggert           |
| Bischof Henry Brougham      | David Niven      | Friedrich Schoenfelder |
| Sylvester                   | James Gleason    | Kurt Pratsch-Kaufmann  |
| Mrs. Hamilton               | Gladys Cooper    | Agi Prandhoff          |
| Hausmädchen Matilda         | Elsa Lanchester  | Inge Landgut           |
| Sekretärin Mildred Cassaway | Sara Haden       | Elisabeth Ried         |
| Maggenti                    | Tito Vuolo       | Gerd Martienzen        |
| Reverend Miller             | Regis Toomey     | Rolf Schult            |
| Mr. Perry                   | Ben Erway        | Peter Schiff           |
| Butler Stevens              | Erville Alderson | Erich Fiedler          |
| Michel                      | Eugene Borden    | Gerd Duwner            |
| Delia                       | Dorothy Vaughan  | Erna Haffner           |